# لوون میریجانیان
لوون وارطانی میریجانیان (ارمنی: Լևոն Վարդանի Միրիջանյան؛  زادهٔ ۲۲ ژانویهٔ ۱۹۳۳ - درگذشته ۱۶ نوامبر ۲۰۰۴)، شاعر و ویراستار اهل ارمنستان بود.

## زندگی‌نامه
وی در ۲۲ ژانویهٔ ۱۹۳۳ در ایروان به دنیا آمد و در سال ۱۹۵۵ از دانشگاه دولتی ایروان فارغ‌التحصیل گشت. وی از ۱۹۵۸ عضو اتحاد نویسندگان ارمنستان شوروی بود.  وی در ۱۶ نوامبر ۲۰۰۴ در سن ۷۱ سالگی در ایروان درگذشت.

## یادداشت
1. ↑  գրականագետ